# 1939 (album)
1939 – czwarty minialbum polskiego zespołu Hańba! wydany 12 kwietnia 2019 przez oficynę Antena Krzyku. Płyta uzyskała nominację do Fryderyka 2020 w kategorii Album Roku Muzyka Świata.

## Lista utworów
Opracowano na podstawie materiału źródłowego.
| Nr | Tytuł utworu             | Długość |
| -- | ------------------------ | ------- |
| 1. | „Płyną okręty”           | 4:35    |
| 2. | „Polskie kolonie”        | 1:51    |
| 3. | „Łowy”                   | 4:18    |
| 4. | „Milczę”                 | 2:34    |
| 5. | „Praczki” (gość. Sutari) | 5:22    |
|    |                          | 18:40   |